# شذور ونفحات
شذور ونفحات هو ديوانٌ شعريٌ للشاعر المغربي محمد الخباز (1929 - 2009)، حيث يضمُ عددًا من قصائده في المدح والرثاء والغزل والوصف.
صدر الديوان ضمن منشورات جمعية البحث التاريخي والاجتماعي بالقصر الكبير عام 1995 ميلاديًا، وحظيَّ شعره بدراسةٍ تحت عنوان «الإحيائية الشعرية المغربية من خلال الشاعر محمد الخباز» قدمتها الأستاذة لطيفة الجباري لنيل درجة الدكتوراة في كلية آداب فاس عام 2003 ميلاديًا.